# Værkstedsuge
|  | Denne artikel er oprettet af botten Steenthbot ud fra en ekstern database. Den kan derfor have sproglige fejl eller mangler. Denne skabelon kan fjernes efter kontrol af indholdet. |

Værkstedsuge er en dansk dokumentarfilm fra 1991 instrueret af Berit Nybirk og Maja Almskov.

## Handling
Børnene fra fritidshjemmet på Amager har haft en tegnefilm-workshop.